# Kristin Clemet
Kristin Clemet, född 20 april 1957 i Harstad i Troms fylke, är en norsk ekonom och politiker, som är verksam inom det liberalkonservativa partiet Høyre. Hon var stortingsledamot mellan 1989 och 1993. I två omgångar har hon suttit i den norska regeringen. Hon var arbets- och administrationsminister 1989–1990 och utbildnings- och forskningsminister 2001–2005. 
Clemet är utbildad civilekonom med examen från Norges handelshøyskole år 1981. Hon bor tillsammans med Michael Tetzschner, högerpolitiker även han. De har tillsammans två barn. 
Clemet var redaktör för partiet Høyres tidskrift Tidens Tegn 1993–1998 och vice verkställande direktör i arbetsgivarföreningen Næringslivets Hovedorganisasjon 1997–2001.